# Pertusaria trimera
Pertusaria trimera är en lavart som först beskrevs av Johannes Müller Argoviensis, och fick sitt nu gällande namn av A. W. Archer. Pertusaria trimera ingår i släktet Pertusaria och familjen Pertusariaceae.   Inga underarter finns listade i Catalogue of Life.